# My Tears Ricochet
‘my tears ricochet’은 미국의 싱어송라이터 테일러 스위프트가 부른 노래로, 2020년에 발매한 여덟 번째 정규 음반 “Folklore”에 다섯 번째 곡으로 수록되어 있다. 음반에 수록된 곡 중에서 유일하게 작사 및 작곡을 혼자서 하였으며, 프로듀싱은 잭 안토노프와 함께하였다. 음악적으로는 아레나 록과 고스 록 장르의 음악이며, 가사는

## 배경 및 제작
테일러 스위프트와 프로듀서 잭 안토노프는 각각 2014년, 2017년, 그리고 2019년에 발매한 정규 음반 “1989”, “Reputation”, “Lover”에서 작업을 같이 하였다. 이후 안토노프는 코로나19 범유행 기간 중에 스위프트가 깜짝 발매한 여덟 번째 음반 “folklore”에서도 ‘my tears ricochet’을 포함해 여섯 곡의 프로듀싱에 참여하였다.
한편 스위프트가 이전에 몸을 담고 있던 빅 머신 레코드의 소유주였던 스콧 보체타는 스위프트가 소속되어 있을 당시에 발매했던 6장의 정규 음반 마스터링 권한을 스쿠터 브론에게 판매하였다.

## 작사 및 작곡
‘my tears ricochet’은 “folklore” 음반 중 유일하게 스위프트가 혼자서 작사와 작곡을 한 노래이며, 또한 음반에 수록된 곡 중 가장 먼저 썼다. 스위프트는 노아 바움백 감독의 영화 “결혼 이야기”를 본 후 노래를 만들었다.

## 평가
잭 안토노프는 음반이 발매될 것이라고 발표가 난 후, 트위터를 통해 'my tears ricochet'이 ‘august’와 함께 여태껏 테일러와의 작업물 중에 가장 좋아하는 노래라고 언급하였다.

## 상업적 성과
미국의 빌보드 핫 100 차트에서는 2020년 8월 8일자 차트에서 16위로 데뷔하였으며, 그 다음주에 69위로 하락한 후 아웃하면서 총 2주 동안 차트에 머물렀다. 핫 록 & 얼터너티브 송 차트에서는 첫 주에 3위를 기록하였으며, 그 후 20주 동안 차트에 머물렀다. 또한 연말차트에서는 23위에 이름을 올렸다. 롤링 스톤 차트에서는 7위를 기록하였다. 한 자릿수 순위는 싱가포르와 말레이시아 차트에서 7위, 오스트레일리아 차트에서의 8위가 있다. 이외에도 캐나디안 핫 100 차트에서는 14위까지 올라갔고, 영국 스트리밍 차트에서는 20위를 기록하였으며, 스웨덴 차트에서는 97위에 이름을 올렸다.

## 크레딧
크레딧은 라이너 노트에서 발췌하였다.
녹음실
- 키티 커미티 스튜디오 (로스앤젤레스)
- 러프 커스터머 스튜디오 (브루클린)
- 일렉트릭 레이디 스튜디오 (뉴욕)
- 콘웨이 레코딩 스튜디오 (로스앤젤레스)

참여자
- 테일러 스위프트 – 작사 및 작곡, 프로듀싱
- 잭 안토노프 – 프로듀싱, 녹음, 라이브 드럼, 퍼커션, 프로그래밍, 전기 기타, 키보드, 피아노, 베이스, 백그라운드 보컬, 레코딩 엔지니어
- 에반 스미스 – 색소폰, 키보드, 프로그래밍
- 바비 호크 – 현악기
- 로라 시스크 – 레코딩 엔지니어
- 로렌조 울프 – 레코딩 울프
- 존 루니 – 보조 레코딩 엔지니어
- 존 셰어 – 보조 레코딩 엔지니어
- 랜디 메릴 – 마스터링 엔지니어
- 존 헤인스 – 믹스 엔지니어
- 세르반 게네아 – 믹싱

## 차트
| 차트 (2020–2021)                    | 최고 순위 |
| ----------------------------------- | --------- |
| 오스트레일리아 (ARIA)               | 8         |
| 말레이시아 (RIM)                    | 7         |
| 캐나디안 핫 100 (빌보드)            | 14        |
| 싱가포르 (RIAS)                     | 7         |
| 스웨덴 (스베리예토프리스탄)         | 97        |
| 영국 스트리밍 (OCC)                 | 20        |
| 미국 빌보드 핫 100                  | 16        |
| 미국 핫 록 & 얼터너티브 송 (빌보드) | 3         |
| 미국 롤링 스톤 톱 100               | 7         |

| 차트 (2020)                         | 순위 |
| ----------------------------------- | ---- |
| 미국 핫 록 & 얼터너티브 송 (빌보드) | 23   |